# Birgit Michels
Birgit Michels (nacida como Birgit Overzier, Colonia, 28 de septiembre de 1984) es una deportista alemana que compitió en bádminton, en las modalidades de dobles y dobles mixto.
Ganó una medalla de bronce en el Campeonato Europeo de Bádminton de 2012, en la prueba de dobles. Participó en tres Juegos Olímpicos de Verano, entre los años 2008 y 2016, ocupando el quinto lugar en Londres 2012, en la prueba de dobles mixto.

## Palmarés internacional
| Campeonato Europeo | Campeonato Europeo  | Campeonato Europeo | Campeonato Europeo |
| Año                | Lugar               | Medalla            | Prueba             |
| ------------------ | ------------------- | ------------------ | ------------------ |
| 2012               | Karlskrona (Suecia) | Medalla de bronce  | Dobles             |